# Spessa
Spessa é uma comuna italiana da região da Lombardia, província de Pavia, com cerca de 525 habitantes. Estende-se por uma área de 12 km², tendo uma densidade populacional de 44 hab/km². Faz fronteira com Arena Po, Belgioioso, Costa de' Nobili, Portalbera, San Cipriano Po, San Zenone al Po, Stradella, Torre de' Negri.

## Demografia
| Variação demográfica do município entre 1861 e 2011                               |
|                                                                                   |
| Fonte: Istituto Nazionale di Statistica (ISTAT) - Elaboração gráfica da Wikipedia |